# Frankfurter Neues Testament
Das Frankfurter Neue Testament (FNT) ist eine deutschsprachige Übersetzung des Neuen Testaments, die seit 2020 sukzessive von dem evangelischen Theologen Stefan Alkier und dem Altphilologen Thomas Paulsen erstellt und herausgegeben wird. Die Edition erscheint bei Brill Schöningh.

## Herangehensweise
Grundsatz der Herangehensweise von Alkier und Paulsen ist die enge Zusammenarbeit von Theologie und Philologie. Zunächst war nur die Übersetzung der Johannesapokalypse geplant; das Projekt weitete sich nach und nach aus zu einer Übersetzung des gesamten Neuen Testaments, die 2025 fertiggestellt sein soll.
Als weitere Leitlinien dienten Alkier und Paulsen das übersetzungstheoretische Grundprinzip „so wörtlich wie möglich, so frei wie nötig“ und die Nichtberücksichtigung kirchlicher Tradition bei der Übersetzung. Den übersetzten Texten soll aber auch ihre Fremdheit gelassen werden.

## Präsentation
Die Übersetzer des FNT verfolgen das Konzept einer philologisch-kritische Neuübersetzungen neutestamentlicher Schriften. Die Bände des FNT enthalten zwei verschiedene graphemische Gestaltungen: Der Text wird einerseits in einer Lesefassung präsentiert, die ohne Kapitel- und Verszahlen abgedruckt wird, um einen Lesefluss wie etwa bei der Lektüre einer Novelle oder eines Romans zu ermöglichen. Hier orientiert sich der Druck an den griechischen Handschriften, in denen es weder Kapiteleinteilungen noch Verszahlen und auch keine Zwischenüberschriften gibt. Die zweite graphemische Darstellung der Übersetzung enthält in klassischer Form Kapitel- und Versangaben, um die Interpretation und die wissenschaftliche Kommunikation zu ermöglichen. Jeder Band enthält Einführungen bzw. Essays zu exegetischen Fragestellungen.

## Rezeption
Für Martin Stowasser eröffnet die Übersetzung einen „frischen Zugang“ einerseits für konfessionell geprägte Leser, andererseits aber auch die Möglichkeit eines Zugangs für weniger religiös geprägte Leser durch die „philologisch exakte Übersetzung“. Zugleich kritisiert Stowasser einige exegetische Entscheidungen, insbesondere die Sicht auf Datierungsfragen und Zweiquellentheorie.

## Edition
- Bd. 1: Die Johannesapokalypse, mit einem Essay zur Übersetzungstheorie, Paderborn 2020.
- Bd. 2: Die Evangelien nach Matthäus und Markus, mit einem Essay zum Koinegriechisch neutestamentlicher Schriften, Paderborn 2021.
- Bd. 3: Das Evangelium nach Johannes und die drei Johannesbriefe, mit einem Essay zur Frage eines „Corpus Johanneum“, Paderborn 2022.
- Bd. 4: Das Evangelium nach Lukas und die Apostelgeschichte, mit einem Essay zum Beitrag der neutestamentlichen Schriften zur kollektiven Identitätsbildung, Paderborn 2023.